# Heteractis
Heteractis là một chi hải quỳ nằm trong họ Stichodactylidae. Chi này được lập ra bởi Edwards và Haime vào năm 1851.

## Các loài
Có 4 loài được ghi nhận trong chi này, bao gồm:
- Heteractis aurora (Quoy & Gaimard, 1833)
- Heteractis crispa (Hemprich & Ehrenberg, 1834)
- Heteractis magnifica (Quoy & Gaimard, 1833)
- Heteractis malu (Haddon & Shackleton, 1893)

## Phạm vi phân bố
Trong 4 loài kể trên, H. malu là loài có phạm vi nhỏ hẹp nhất, chỉ giới hạn ở Tây và Trung Thái Bình Dương. Những loài còn lại còn được phát hiện trải dài trên khắp khu vực Ấn Độ Dương - Thái Bình Dương, bao gồm cả Biển Đỏ.

## Sinh thái học
Cả 4 loài hải quỳ Heteractis đều có mối quan hệ cộng sinh với cá hề. Ngoài cá hề, một số loài sinh vật khác cũng sống cùng với các loài hải quỳ Heteractis, như các loài tảo đơn bào nội cộng sinh (zooxanthellae), các loài tôm cua nhỏ hay cá thia con Dascyllus trimaculatus.
Không rõ vì sao mà A. clarkii trưởng thành hầu như lại không chọn hải quỳ H. malu làm nơi cư trú. Có lẽ, H. malu chỉ là một vật chủ thứ cấp, và chỉ được A. clarkii chọn khi không có vật chủ nào khác trong khu vực. Ở phía bắc Biển Đỏ, H. crispa chỉ được cư trú chủ yếu bởi những cá thể non, và khi trưởng thành chúng sẽ di cư đến các cụm hải quỳ Entacmaea quadricolor.
Bảng dưới đây liệt kê các loài cá hề cộng sinh với từng hải quỳ:

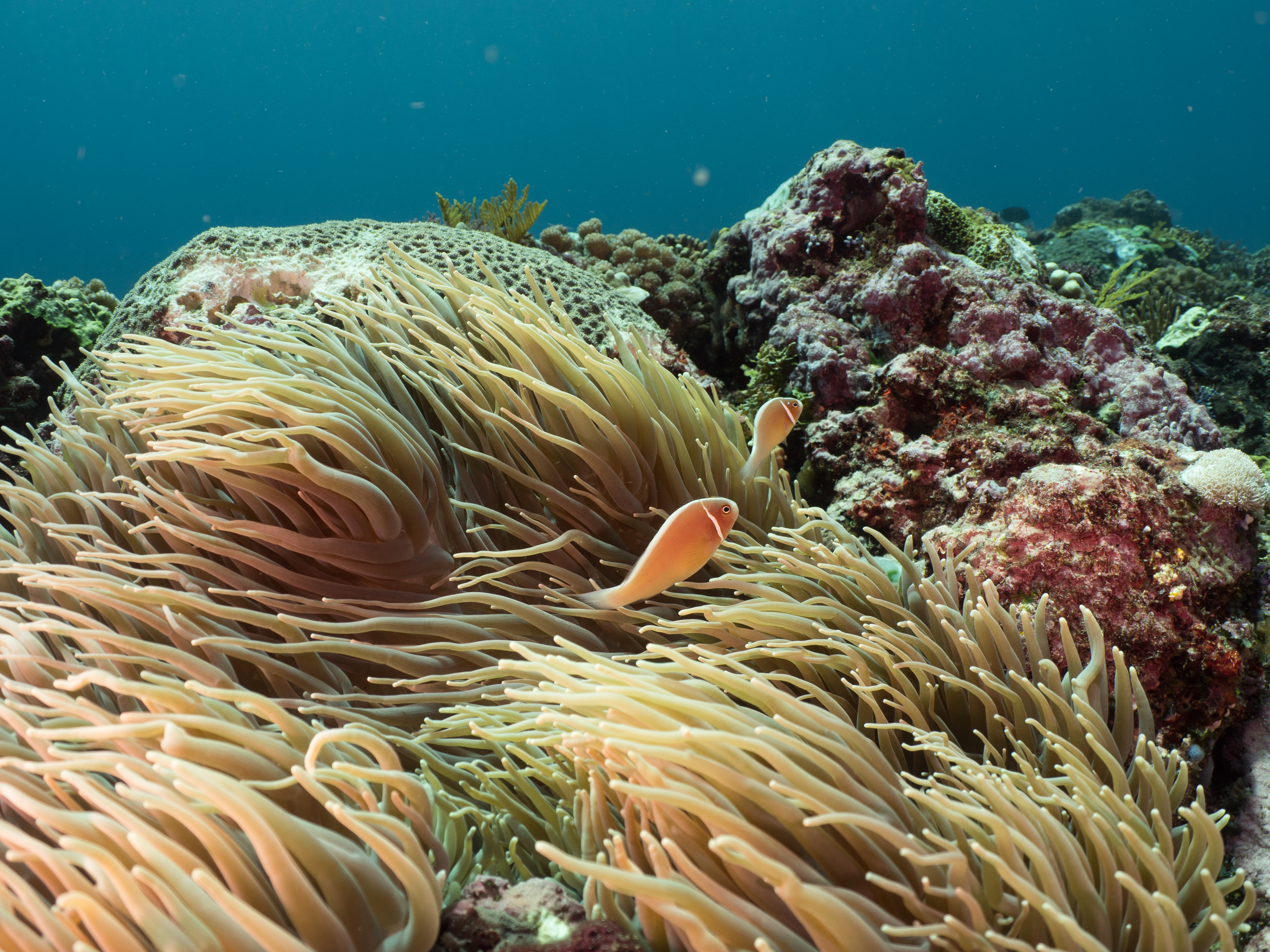
H. crispa và cá hề A. perideraion

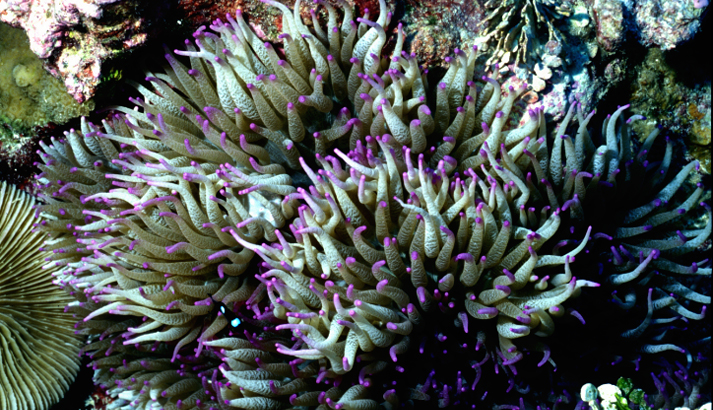
Xúc tu của H. malu

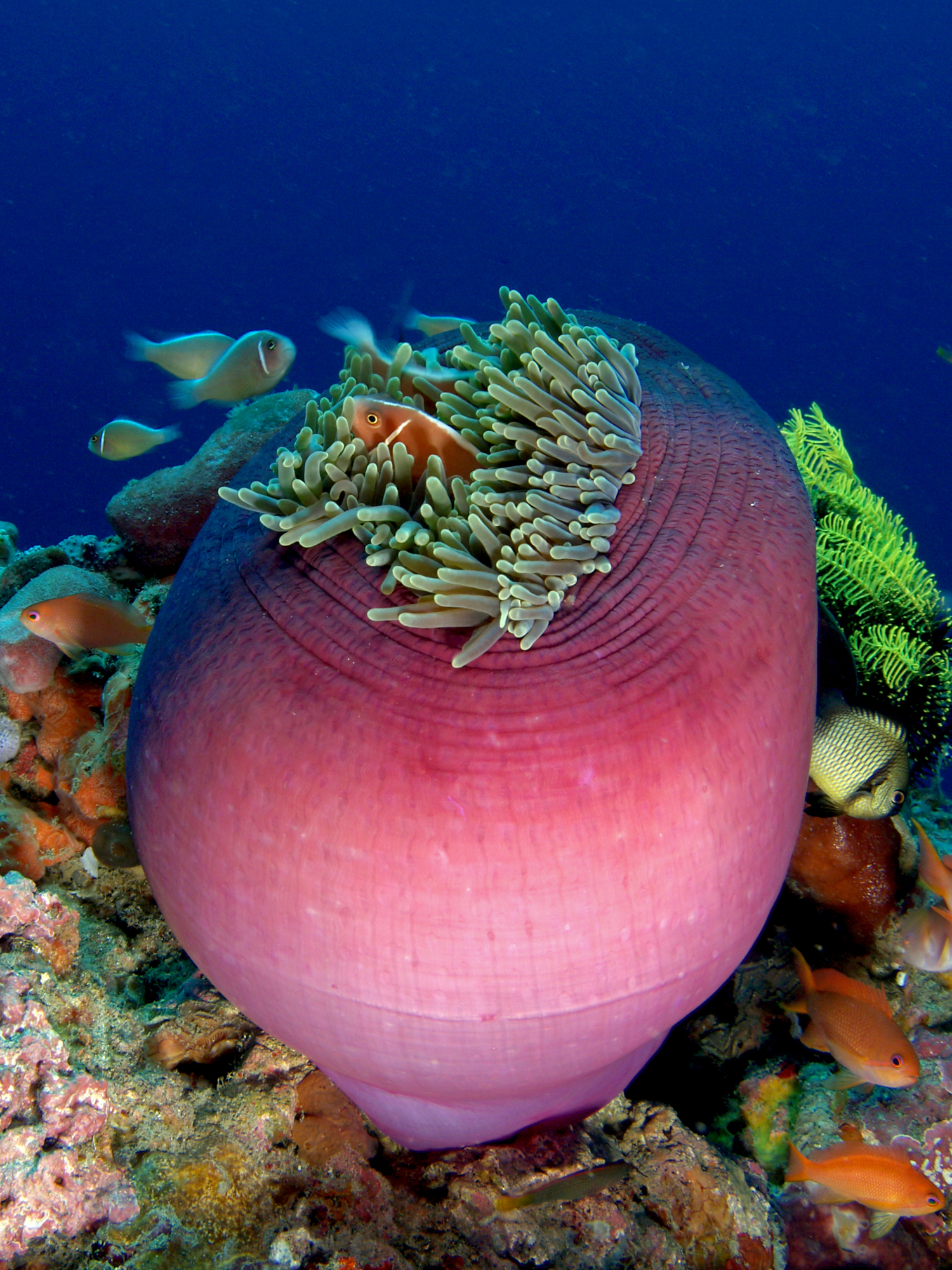
H. magnifica và cá hề A. perideraion

|                          | H. crispa | H. magnifica | H. aurora | H. malu |
| ------------------------ | --------- | ------------ | --------- | ------- |
| Amphiprion akallopisos   |           | x            |           |         |
| Amphiprion akindynos     | x         | x            | x         |         |
| Amphiprion allardi       |           |              | x         |         |
| Amphiprion barberi       | x         |              |           |         |
| Amphiprion biaculeatus   |           | x            |           |         |
| Amphiprion bicinctus     | x         | x            | x         |         |
| Amphiprion chagosensis   |           | x            |           |         |
| Amphiprion chrysogaster  |           | x            | x         |         |
| Amphiprion chrysopterus  | x         | x            | x         |         |
| Amphiprion clarkii       | x         | x            | x         | x       |
| Amphiprion ephippium     | x         |              |           |         |
| Amphiprion frenatus      |           | x            |           |         |
| Amphiprion fuscocaudatus |           |              | x         |         |
| Amphiprion latezonatus   | x         |              |           |         |
| Amphiprion melanopus     | x         | x            |           |         |
| Amphiprion nigripes      |           | x            |           |         |
| Amphiprion ocellaris     |           | x            |           |         |
| Amphiprion omanensis     | x         |              |           |         |
| Amphiprion pacificus     |           | x            |           |         |
| Amphiprion percula       | x         | x            |           |         |
| Amphiprion perideraion   | x         | x            |           |         |
| Amphiprion polymnus      | x         |              |           |         |
| Amphiprion sandaracinos  | x         |              |           |         |
| Amphiprion tricinctus    | x         |              | x         |         |
| "Amphiprion leucokranos" | x         | x            |           |         |

## Độc tố, tác dụng sinh học và dược học
- Chiết xuất từ hải quỳ H. aurora và H. magnifica có thể được sử dụng làm hợp chất chống hà.[4]
- Chiết xuất từ chất nhầy của H. magnifica còn có hoạt tính chống đông máu,[5] giết chết các tế bào ung thư phổi và ung thư vú ở người phụ thuộc vào nồng độ (5–40 μg/ml).[6]
- Nọc độc của H. malu có tác dụng ức chế đáng kể các tế bào A549 (gây ung thư phổi), tế bào A431 (gây ung thư da) và tế bào T47D (gây ung thư vú).[7]
- Protein Hct-S3 được phân lập từ H. crispa có thể ngăn chặn sự di chuyển của tế bào ung thư đại trực tràng HT-29.[8]